# Berestivka, Baranivka
Berestivka (în ucraineană Берестівка) este localitatea de reședință a comunei Berestivka din raionul Baranivka, regiunea Jîtomîr, Ucraina.

## Demografie
Componența lingvistică a localității Berestivka
     Ucraineană (99,78%)
     Alte limbi (0,22%)
Conform recensământului din 2001, majoritatea populației localității Berestivka era vorbitoare de ucraineană (99,78%), existând în minoritate și vorbitori de alte limbi.